# AC Dalmazia
AC Dalmazia (wł. Associazione Calcio Dalmazia) – włoski klub piłkarski, mający siedzibę w mieście Zadar, we wschodniej części kraju, działający w latach 1876–1945.

## Historia
Chronologia nazw:
- 1876: Associazione Zaratina di Ginnastica
- 1910: Società Ginnastica Zara
- 1931: Associazione Calcio Zara
- 1932: Associazione Calcio Dalmazia
- 1945: klub rozwiązano

Klub sportowy Associazione Zaratina di Ginnastica został założony w miejscowości Zara (tak wtedy po włosku brzmiała nazwa miasta) 14 czerwca 1876 roku. W wielosportowym klubie działała sekcja piłki nożnej. Początkowo zespół rozgrywał mecze towarzyskie. 8 października 1910 Società Ginnastica Zara oficjalnie rozpoczęła swoją działalność po zwróceniu się do F.I.G.C. o zasady piłki nożnej. W 1910 zespół startował w pierwszych rozgrywkach Campionato Dalmato, zajmując drugie miejsce za Forza e Coraggio z Ragusa. W drugiej edycji mistrzostw Dalmacji w 1912 roku znów był drugim po przegraniu w finale z Società Bersaglieri z Borgo Erizzo. W trzeciej edycji 1913 roku ponownie przegrał finał mistrzostw Dalmacji z Società Ginnastica e Scherma z Spalato, zajmując drugie miejsce. Z powodu I wojny światowej mistrzostwa zostały zawieszone. W 1919 po wznowieniu mistrzostw Dalmacji klub po raz pierwszy został mistrzem regionu. W 1920 klub dołączył do F.I.G.C., ale dopiero w sezonie 1926/27 debiutował w rozgrywkach Seconda Divisione (D3). Po zajęciu 4.miejsca w grupie C Seconda Divisione przeniósł się do rozgrywek organizowanych przez U.L.I.C. W 1930 roku klub wrócił do mistrzostw F.I.G.C. i w sezonie 1931/32 startował z nazwą AC Zara w Seconda Divisione Marchigiana (D4). W 1932 klub zmienił nazwę na AC Dalmazia. W 1935 roku po wprowadzeniu Serie C czwarty poziom przyjął nazwę Prima Divisione, ale klub zawiesił działalność na dwa lata. W sezonie 1937/38 zespół zajął ostatnie 8.miejsce w Prima Divisione Marche. W 1939 awansował na czwartą pozycję. Sezon 1939/40 nie został dokończony przez klub z powodu rozpoczęcia działań wojennych, co przeszkodziło organizacji rozgrywek. Działalność klubu została zawieszona. Po zakończeniu II wojny światowej, w 1945 roku włoskie miasto Zara zostało przemianowane na Zadar i przyłączone do Jugosławii. W kwietniu 1945 roku klub został rozwiązany.

## Barwy klubowe, strój
|  |

Klub ma barwy białe. Zawodnicy domowe spotkania zazwyczaj grają w białych koszulkach, białych spodenkach oraz białych getrach.

## Sukcesy

### Trofea międzynarodowe
Nie uczestniczył w rozgrywkach europejskich (stan na 31-05-2020).

### Trofea krajowe
| \| \| Zdobyte trofea w rozgrywkach Włoch (stan na: 31-08-2020) \| |                                                          |      |          |
| Rozgrywki                                                         | Osiągnięcie                                              | Razy | Sezon(y) |
| · Mistrzostwo                                                     | I miejsce                                                | 0    |          |
| · Mistrzostwo                                                     | II miejsce                                               | 0    |          |
| · Mistrzostwo                                                     | III miejsce                                              | 0    |          |
| · Puchar                                                          | zdobywca                                                 | 0    |          |
| · Puchar                                                          | finalista                                                | 0    |          |
| II liga                                                           | I miejsce                                                | 0    |          |
| II liga                                                           | II miejsce                                               | 0    |          |
| II liga                                                           | III miejsce                                              | 0    |          |
| Włochy                                                            | Zdobyte trofea w rozgrywkach Włoch (stan na: 31-08-2020) |      |          |

- Seconda Divisione Sud (D3):
  - 4.miejsce (1x): 1926/27 (C)

## Struktura klubu

### Stadion
Klub piłkarski rozgrywa swoje mecze domowe na Campo Sportivo "Principe Umberto" w mieście Zadar.

### Derby
- Edera Pola
- Fincantieri Monfalcone
- US Fiumana
- GSF Giovanni Grion
- Gloria Fiume
- NK Izola
- Olympia Fiume
- AC Pro Gorizia
- US Triestina Calcio 1918